# Gorobilje
Gorobilje (Servisch cyrillisch Горобиље) is een plaats in de Servische gemeente Požega. De plaats telt 1506 inwoners (2002).